# Intususcepcija (digestivni sistem)
Intususcepcija, invaginacija ili uvlačenje creva u sebe, je stanje u kome se jedan deo creva uvlači u drugi. Uvlačenje creva u sebe može da izazove opstrukciju i smanjeno snabdevanje krvlju pogođenog dela creva. Javlja se obično na četiri načina uvlačenjem: ileuma u ileum, ileuma u ileocekalnu valvulu, ileocekalne valvule u kolon i kolona u kolon. Može se javiti u svim starosnim grupama u oba pola, ali je uobičajenija kod beba starih između 5 i 10 meseci. Zahteva ranu dijagnozu i hitno lečenje kako bi se sprečila perforacija creva, peritonitis i smrtni ishod.

## Etiologija
Najčešću uzroci intususcepcije su zapaljenje ili tumori koji obično utiču na normalne kontrakcije creva, dovodeći do toga da normalno crevo iznad oblasti zapaljenja ili tumora nastavlja da se kontrahuje većom snagom nego crevo ispod njega. To rezultuje uvlačenjem creva koje se nalazi iznad u deo creva koje se nalazi ispod.
Najčešće se invaginacija dešava kod tankog creva koje se uvlači u debelo crevo na mestu gde se ona normalno spajaju, što znači u desnom donjem delu trbuha.
Postoperativna intususcepcija
Poseban, doduše neuobičajen, oblik je postoperativna intususceptacija koja je jako ozbiljno stanje kod odojčadi i dece, koje se u postoperativnom periodu karakteriše znacima opstrukcije creva. Postoperativna intususcepcija se javlja kao komplikacija mnogih hirurških procedura, uključujući apendiktomiju i operaciju tumora creva, Meckelov divertikulum, retroperitonealni teratom, Wilmov tumor i Hirschsprungovu bolest. Postoperativna intususcepcija je kao komplikacija abdominalnih operacije kod dece teško je predvidljiva preoperativno. Incidencija ove komplikacije je oko 0,05%.
Mnoge teorije su pokušale da objasne etiologiju postoperativnog intususcepcije, ali osnovni mehanizam je i dalje nejasan. Uobičajeni uzroci uključuju apendektomiju i operaciju malrotacije creva, Meckelov divertikulum, retroperitonealni teratom, Wilmov tumor i Hirschsprungova bolest. Konkretno, to može biti rezultat hirurške traume, spazma, dehidracije tkiva, disbalansa elektrolita, hipoksije i/ili edema tkiva. Ranija studija je pokazala da lipopolisaharid može izazvati postoperativnu intususekciju, jer se kod miševa intraperitonealno injektiran lipopolisaharid izazvao intususcepciju.

## Klinička slika
Kliničkom slikom dominiraju sledeći simptomi:
- Krvavo sluzava stolica (malinasto prebojena stolica), pomešana sa krvlju i sluzi.
- Povišena telesna temperatura,
- Nizak krvni pritisak.
- Povraćanje
- Zbunjenost
- Povremeni bol u stomaku.[13]

## Dijagnoza
Dijagnozu ovog stanja uključuje:
Anamneza
Koja obuhvata pored lične istorije bolesti i porodičnu anamnezu i istoriju bolesti
Fizikalni pregled
Digitalni rektalni pregled i palpacija trbuha opipava se velika bolna i osjetljiva masa u obliku kobasice, i zato ovi pregledi moraju biti sastavni deo dijagnostike kod sumnje na opstrukciju creva
Laboratorijske analize.
Imidžing testovi
Od slikovnih radioloških testova koriste se ultrazvuk i radiografija trbušne šupljine.
U zidu creva se kolor Doppler ultrasonografijom može registrovati protok krvi ako je crevo vitalno, dok se kod odmaklih nekrotičnih promena protok krvi ne registruje.

## Diferencijalna dijagnoza
Kod intususcepcije u diferencijalnoj dijagnozi trebalo bi uzeti u razmatranje sledeće bolesti i stanja:
- Herniju na trbušnom zidu
- Zapaljenje crvuljka
- Tupu traumu atrbuha u hitnoj medicini
- Abdominalne kolike
- Sindrom cikličnog povraćanja.[22]
- Akutni gastroenteritis.[23]
- Gastrički volvulus
- Akutna torzija testisa
- Mekelov divertikulum.[24]

U diferencijalnoj dijagnozi intususcepcija kod odraslih bolesnika u obzir treba uzeti i primarni limfom debelog creva.

## Terapija
Odrasli
Kod odrasle osoba terapija može biti nepotrebna, ali je neophodno pažljivo praćenje daljeg razvoja stanja.
Deca
Kod dece neophodna je redukcija uvučenog creva. Ovo najčešće obavlja radiolog, vazdušnom ili barijumskom klizmom. Kako procedura sa sobom nosi određeni rizik od perforacije creva, nakon intervencije neophodno je pažljivo praćenje daljeg razvoja stanja. Ukoliko je terapija klizmom neuspešan, neophodan je hirurški zahvat kako bi se olakšala intususcepcija i eliminisao trajno oštećeni deo creva.

## Spoljašnje veze
- „Intussuception: A guide to diagnosis and intervention in children” (PDF). Архивирано из оригинала (PDF) 04. 03. 2016. г. (језик: енглески)
- Pathologie mésentérique — Anomalies de Rotation du mésentère — www. invision.online.fr (језик: француски)

|  | Molimo Vas, obratite pažnju na važno upozorenje u vezi sa temama iz oblasti medicine (zdravlja). |